# Ģirts Ēcis
Ģirts Ēcis (n. 2 decembrie 1971, Jūrmala, Republica Sovietică Socialistă Letonă, URSS) este un actor și regizor leton.

## Biografie
S-a născut la 2 decembrie 1971 în orașul Jūrmala. Tatăl lui era marinar, iar mama lui asistentă medicală. Ģirts a absolvit cursurile Școlii secundare nr. 1 din Jūrmala⁠(d) și a studiat apoi la Studioul Național al Actorilor de Film⁠(d) din cadrul Studioului Cinematografic din Riga (1991–1993). A urmat mai târziu cursuri de actorie și regie la Academia de Cultură a Letoniei⁠(d) (1993–1997), iar ulterior cursuri de master în regie la aceeași instituție de învățământ (2001–2002).
După absolvirea studiilor, a fost angajat în anul 1997 ca actor la Teatrul Nou din Riga, făcând parte din trupa acestui teatru până în 2004. A câștigat în anul 2000 premiul Spēlmaņu nakts⁠(d) pentru „cel mai bun tânăr actor al anului”. În perioada cât a activat la Teatrul Nou a pus în scenă piesa Dostoevsky-Trip a lui Vladimir Sorokin⁠(d).
A abandonat cariera de actor și s-a mutat în anul 2004 în Rusia, unde a urmat în perioada 2005–2007 studii de master în regie de teatru la Școala de Teatru din Moscova (MXAT), la clasa lui Valeri Fokin⁠(d), și a pus în scenă spectacole la Moscova, Omsk și Perm, iar ulterior chiar și în teatrele letone. Locuiește în principal la Moscova, dar se deplasează adesea în Letonia.
Începând din 2010 regizează spectacole la Teatrul Dailes⁠(d) din Riga. Prima producție pe care a reprezentat-o pe scena acestui teatru a fost Duets a lui Otho Eskin (2010), după care a creat spectacolul de concert Trīs Sprīdīši: turp un atpakaļ (2011). A pus apoi în scenă spectacole la Teatrul din Liepāja⁠(d) (Advents Silmačos), la Teatrul Nou din Riga (Stum, stum, Kontrabass, Grenholma metode, Vigīlija. Sapnis par nomodu), la Teatrul Dramatic din Valmiera⁠(d) (Ziema zem galda) și la Teatrul Național din Riga⁠(d) (Čīkstošais klusums).
A jucat, de asemenea, în câteva filme: Gaila dziesma (scurtmetraj, 1995), Likteņdzirnas⁠(d) (1997), Svešās debesis. Dzīve nr.2 (1997), Pa ceļam aizejot⁠(d) (2001) și Homo novus⁠(d)(2018).

## Viața personală
Ģirts Ēcis a avut o relație cu actrița letonă Guna Zariņa, din care s-a născut un fiu: Kirils Ēcis⁠(d) (n. 2000), care a devenit poet, actor și muzician. Relația s-a încheiat curând, iar Ģirts Ēcis a părăsit Teatrul Nou de la Riga și s-a mutat în Rusia în 2004.

## Activitatea teatrală (selecție)
- Mircea Eliade: Domnișoara Christina
- Mircea Eliade: Șarpele — Stamate

## Filmografie
- Gaila dziesma (scurtmetraj, 1995)
- Likteņdzirnas⁠(d) (1997)
- Svešās debesis. Dzīve nr.2 (1997)
- Pa ceļam aizejot⁠(d) (2001) — Ritvars Abele
- Homo novus⁠(d)(2018)  — Bricka